# Mariä Verkündigung (Unterebersbach)

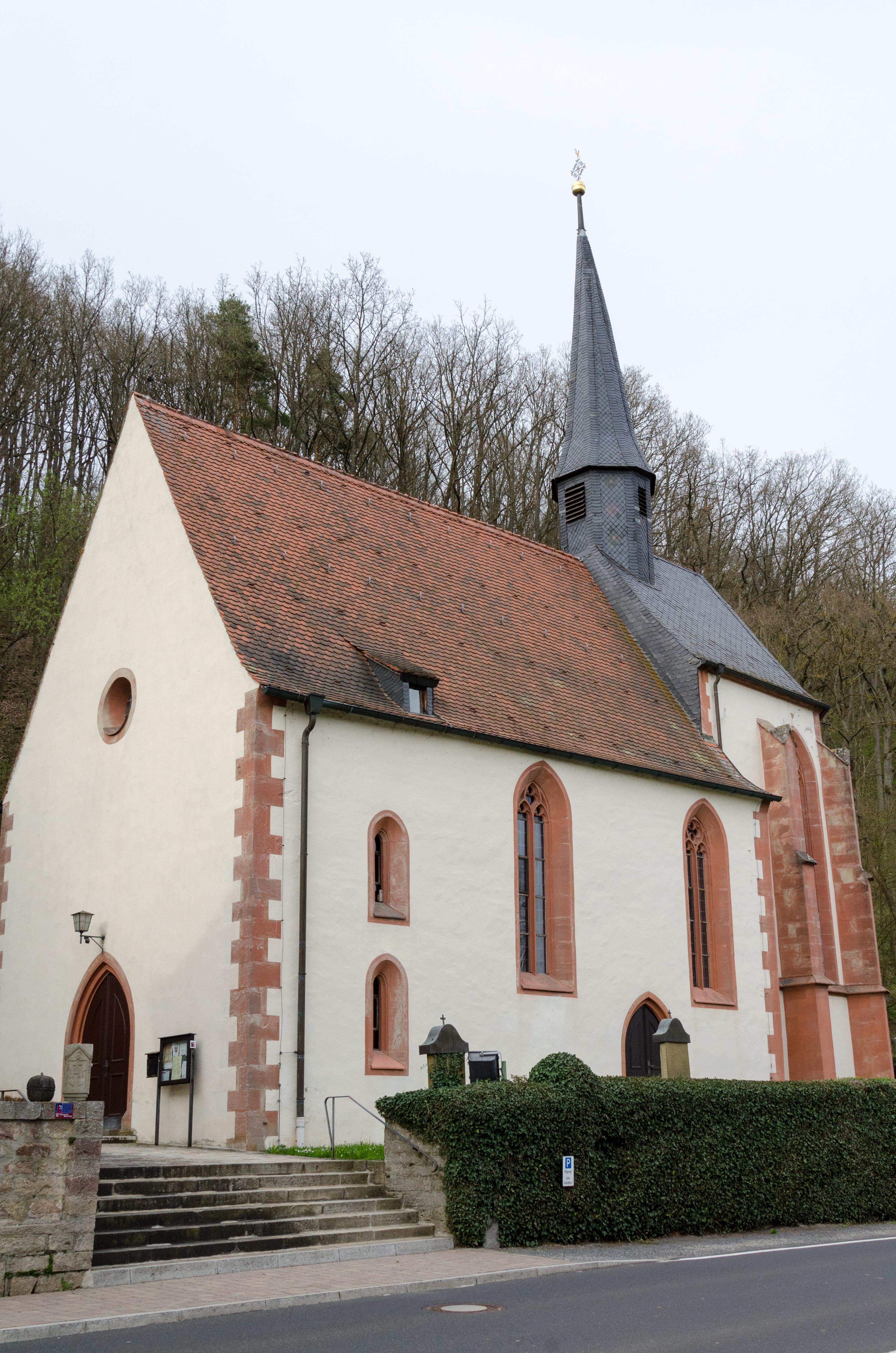
Die Kirche Mariä Verkündigung in Unterebersbach

Die katholische Kirche Mariä Verkündigung (auch Maria Schnee) ist eine Kirche in Unterebersbach, einem Ortsteil der unterfränkischen Gemeinde Niederlauer im bayerischen Landkreis Rhön-Grabfeld. Zu der Kirche gehören eine Kirchhofmauer mit Kreuzweg, eine Mariensäule, eine Mariengrotte und ein Bildstock. Die Kirche und ihre Anlagen gehören zu den Baudenkmälern von Niederlauer und sind unter den Nummern D-6-73-146-47 in der Bayerischen Denkmalliste registriert.

## Geschichte
Die Kirche ist eine nachgotische Saalkirche und entstand um 1600 (beziehungsweise Ende des 16. Jahrhunderts). Die Kirche besteht aus einem Langhaus mit Satteldach, einem eingezogenen spätgotischen Chor aus der Mitte des 15. Jahrhunderts und einem Spitzhelmdachreiter.
Einer Sage zufolge, die jedoch erst ab 1845 belegt ist, setzte sich ein Jäger, der sich verirrt hatte und tagelang unterwegs war, zum Sterben unter eine Haselnussstaude. Hier sei ihm die Muttergottes erschienen und habe ihm den Weg gewiesen. Am Haselnussstrauch wurde schließlich eine Kapelle errichtet. Mit den Spenden der Wallfahrer konnte schließlich eine Kirche erbaut werden, die erstmals für das Jahr 1453 anlässlich der Stiftung einer Vikarie als neue[n] Capelle zu Ebersbach in Ried genannt wird. Die Kirche wurde vom Würzburger Weihbischof Johannes Hutter geweiht und war bereits da der hl. Maria gewidmet.
Für das Jahr 1496 erstmals urkundlich erwähnt wird die Brüderei, eine Klaus für männliche und weibliche Laien. Diese wurde gemeinsam mit der Pfarrei aufgelöst, als Unterebersbach im Zusammenhang mit der Reformation evangelisch wurde. Unter dem Würzburger Fürstbischof Julius Echter von Mespelbrunn wurde die Kirche Sitz der Pfarrei. Zudem wurden unter Fürstbischof Mespelbrunn Kirche und Klause erneuert sowie eine Maria-Schnee-Bruderschaft gegründet.
Seit 2002 gehört die Kirche zu den Stationen des Fränkischen Marienwegs.

## Ausstattung
Im Inneren der Kirche befindet sich ein Hochaltar mit neugotischem Flügelaltar.
Der linke Seitenaltar entstand um 1720 und ist zweisäulig aufgebaut.
Der rechte Seitenaltar entstand um 1740. Das Altarbild des rechten Seitenaltars ist ein Holztafelgemälde aus dem 17. Jahrhundert und zeigt Maria mit Kind, darunter eine zweitürmige Kirche (möglicherweise die römische Kirche Santa Maria Maggiore) sowie darüber eine Devotionalkopie des Maria-Schnee-Bildes, das im Jahr 1723 vom Würzburger Weihbischof Johann Bernhard Mayer gestiftet wurde. Auf dieses Bild, das das Wunder von Maria im Schnee darstellt, geht auch der im Volksmund übliche Name der Kirche „Maria im Schnee“ zurück.
Ferner beherbergt die Kirche eine um 1500 entstandene, durch den Bildhauer Tilman Riemenschneider beeinflusste Holzfigur des hl. Michael als Seelenwäger.
Ferner befinden sich an der linken Seitenwand ein Tafelgemälde des hl. Petrus, eine Figur des hl. Antonius und eine Pietà sowie an der rechten Seitenwand eine Darstellung der hl. Maria mit Weltkugel.

## Anlagen
Die Kirchhofmauer besteht aus Naturstein. An der Kirchhofmauer entlang befinden sich die spätklassizistischen, aus Sandstein bestehenden Kreuzwegstationen aus dem ersten Viertel des 19. Jahrhunderts.
Die Mariensäule entstand um das Jahr 1670.
Die Mariengrotte entstand um 1900. Zu der Mariengrotte gehört eine bekrönende Marienfigur aus Stuck.
Der Bildstock ist mit der Jahresangabe „1645“ bezeichnet.

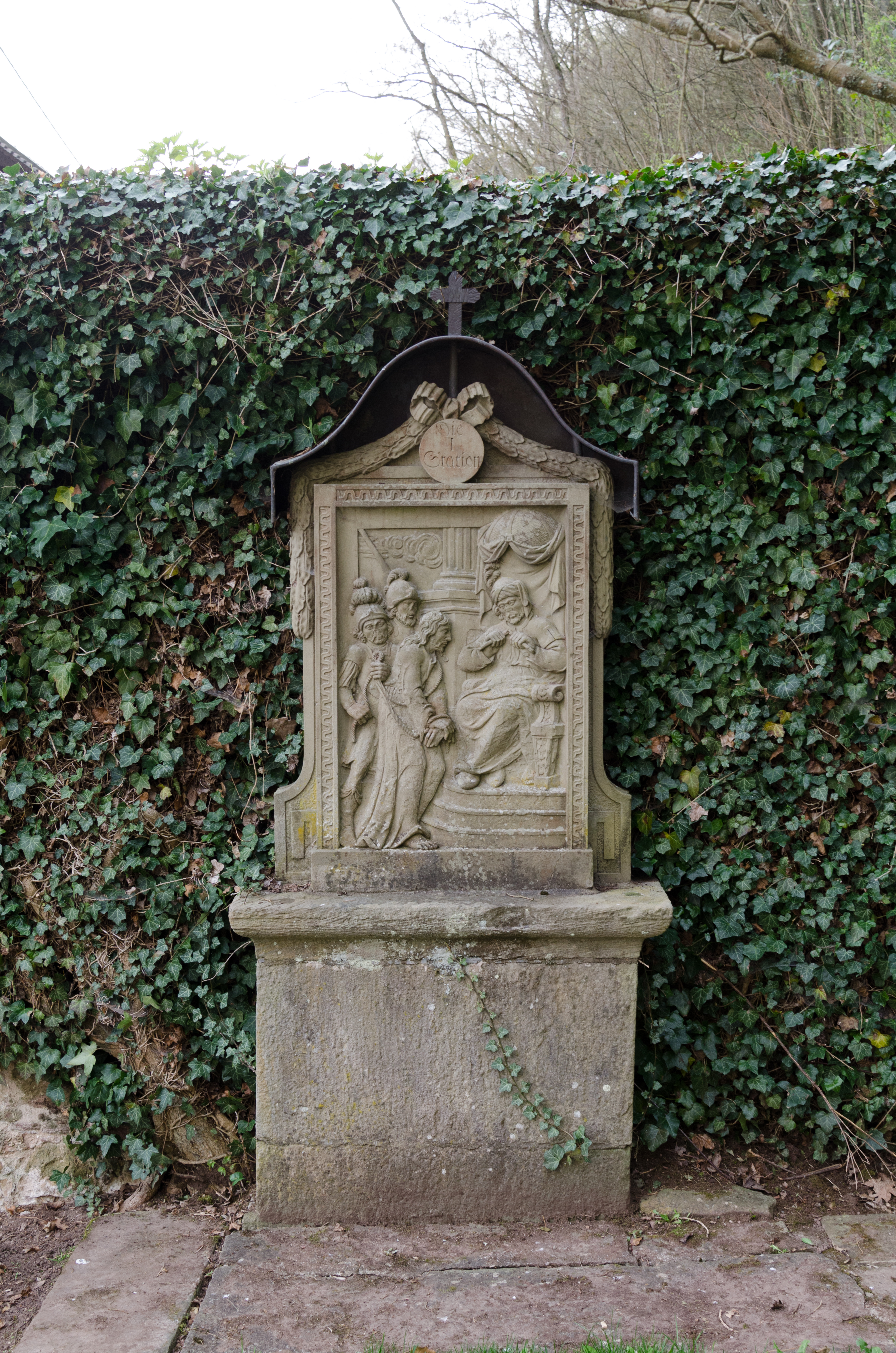
Kreuzweg (1. Station)
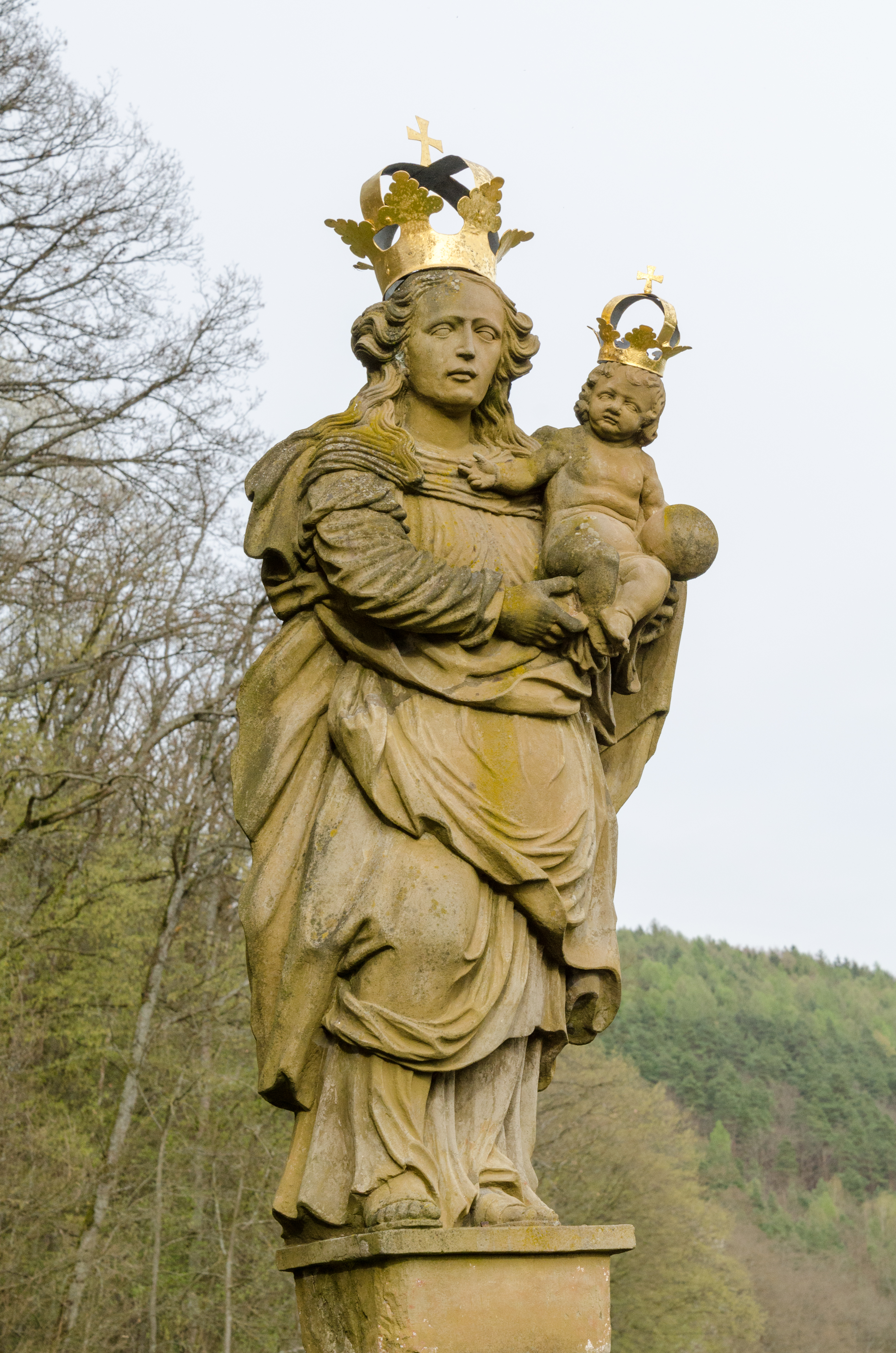
Mariensäule
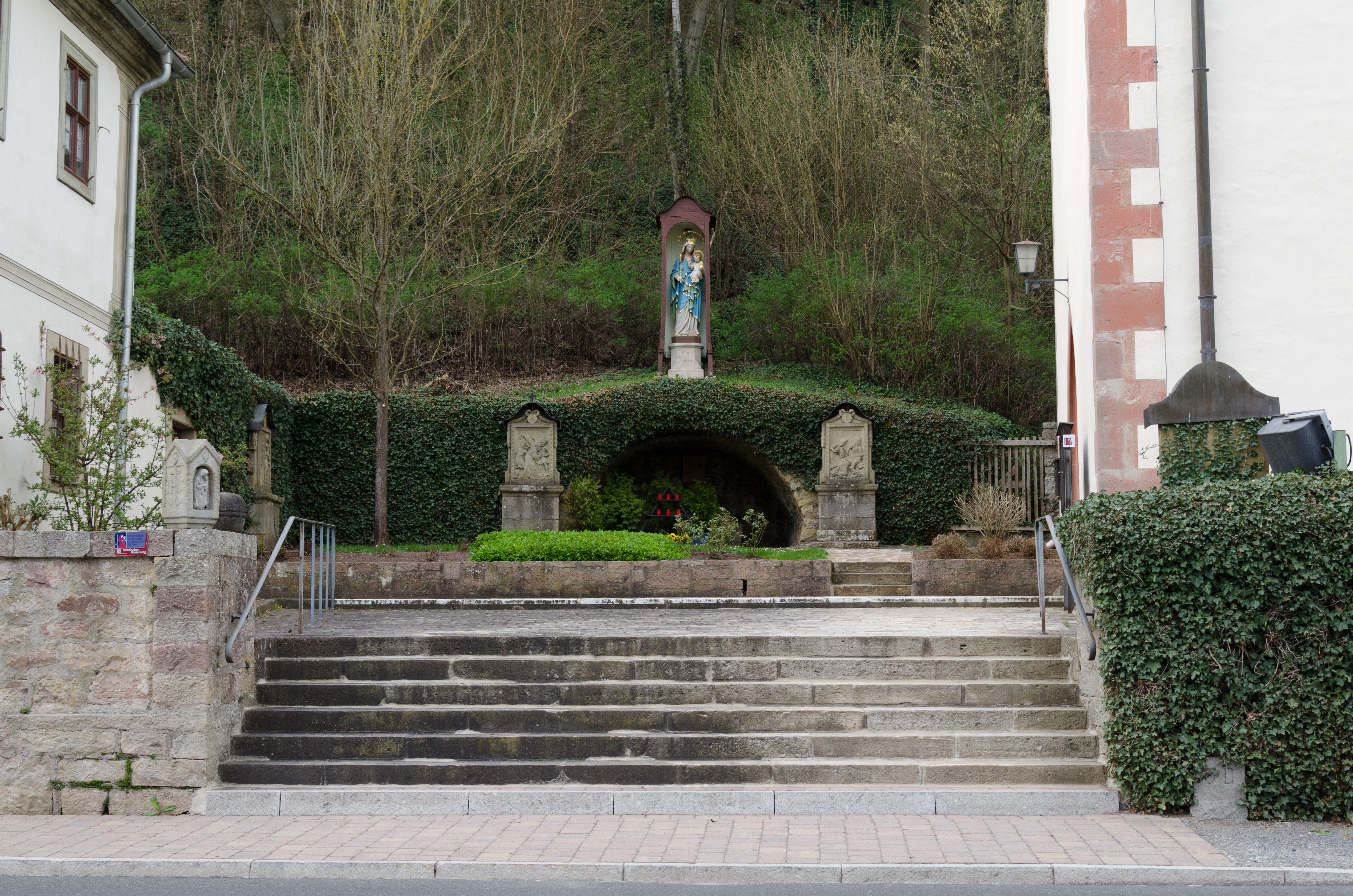
Mariengrotte
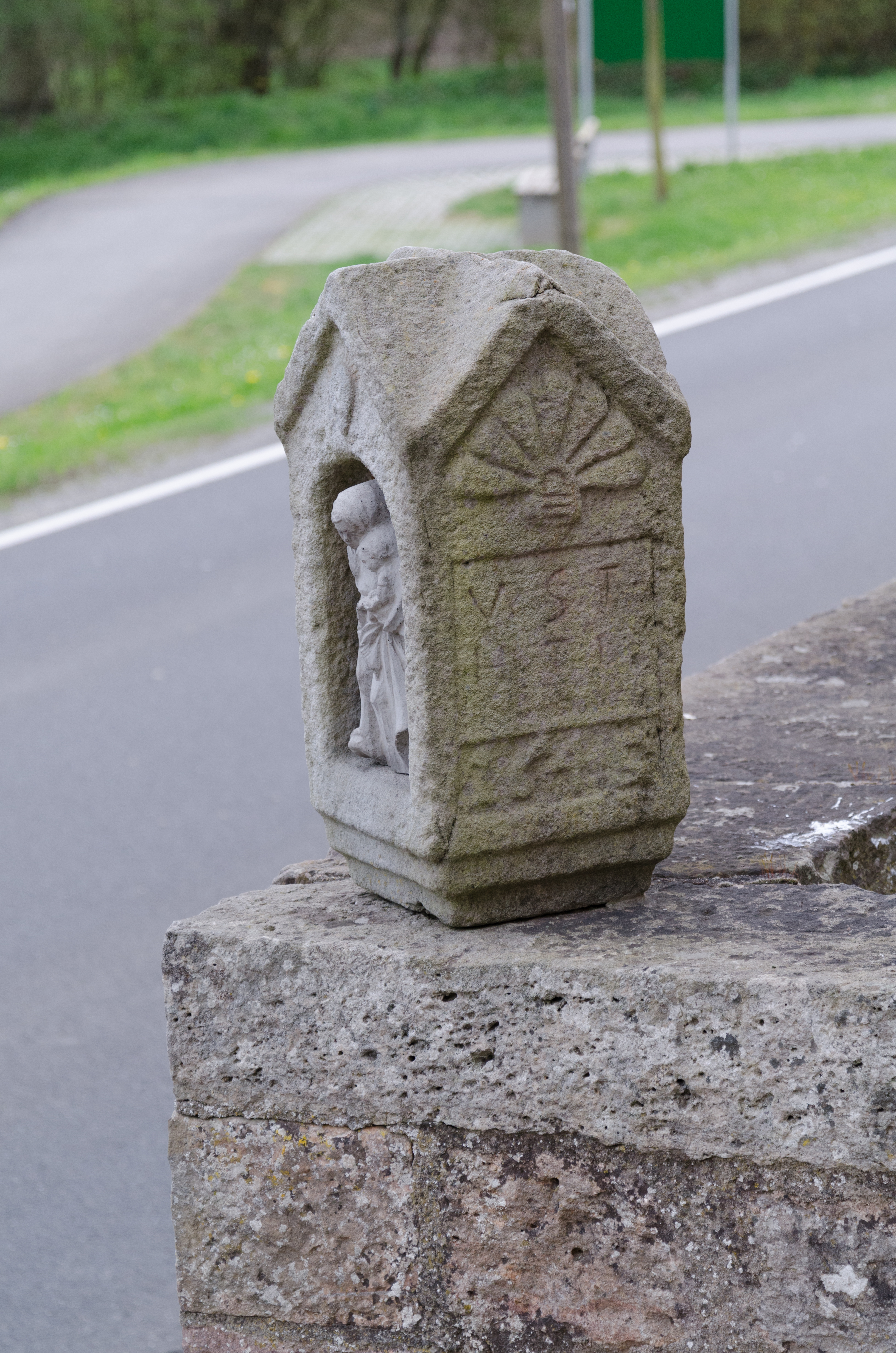
Bildstock